# Dalia Dorner

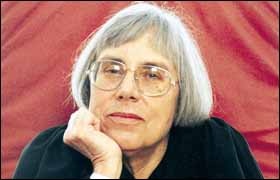
Dalia Dorner

Dalia Dorner, hebrejsky דליה דורנר‎, rodným jménem Dolly Greenberg (* 3. března 1934 Istanbul), je bývalá soudkyně izraelského Nejvyššího soudu (1993–2004) a neúspěšná kandidátka volby izraelského prezidenta v roce 2014.

## Biografie
Narodila se v tureckém Istanbulu jako Dolly Greenbergová do rodiny obchodníka s dřevem Levyho Greenberga. Její rodina do Istanbulu emigrovala z ukrajinské Oděsy. Když jí bylo deset, stěhovala se rodina podruhé, tentokrát podnikla aliju do britské mandátní Palestiny. Matka ji poslala studovat do internátní školy v Nahariji, vedené organizací Alija mládeže, načež pokračovala ve studiu v haifské škole Reali. Během povinné vojenské služby v izraelské armádě začala studovat práva v Tel Avivu, kde se seznámila se svým budoucím manželem Šmu'elem. V roce 1958 se za něj provdala a společně mají dva syny. Po absolvování povinné vojenské služby dokončila studium práv na Hebrejské univerzitě v Jeruzalémě.
Po určitou dobu pracovala pro izraelskou policii, načež znovu narukovala do izraelské armády, coby důstojnice při generální vojenské prokuratuře. V roce 1974 byla jmenována soudkyní vojenského odvolacího soudu s hodností plukovníka. Po odchodu z armády se stala soudkyní distriktního soudu, a to nejprve v Jižním a posléze v Jeruzalémském distriktu. Byla jednou ze soudců, kteří v roce 1988 odsoudili Johna Demjanjuka k trestu smrti (tento rozsudek byl posléze v roce 1993 zrušen Nejvyšším soudem).
V dubnu 1993 byla jmenována prozatímní soudkyní Nejvyššího soudu a o rok později byla v této funkci potvrzena. V této pozici byla horlivou obhájkyní lidských práv. Ke konci svého funkčního období též předsedala ústřední volební komisi. Dne 3. března 2004 vypršelo její působení u Nejvyššího soudu. V srpnu 2006 byla zvolena prezidentkou Izraelské tiskové rady. Vyučuje lidská práva na právnické fakultě Bar-Ilanovy univerzity a ústavní právo na Hebrejské univerzitě. Je nositelkou čestných doktorátů z Weizmannova institutu věd (2005) a Ben Gurionovy univerzity v Negevu (2008).
V roce 2014 neúspěšně kandidovala ve volbě izraelského prezidenta, v níž zvítězil Re'uven Rivlin.